# Anomis umbrata
Anomis umbrata är en fjärilsart som beskrevs av William Schaus 1911. Anomis umbrata ingår i släktet Anomis och familjen nattflyn. Inga underarter finns listade i Catalogue of Life.